# Acacia adsurgens
Acacia adsurgens — вид квіткових рослин з родини бобових, що зростає в Австралії: Північна територія, Квінсленд, Західна Австралія, Південна Австралія. Росте на червонуватих піщаних, суглинистих і гравійних ґрунтах і зазвичай є частиною пасовищних угруповань Spinifex. Це розлогий кущ із багатьма стеблами, плоскими лінійними філодіями (видозмінені черешки, які виконують фотосинтезну функцію), щільними колосами жовтих квіток і лінійними бобами.

## Морфологічний опис
Це розлогий багатостовбурний кущ, який зазвичай досягає висоти 1,5–4 метри і має гладку сірувато-коричневу кору, яка розколюється, щоб відкрити червонувату кору. Має плоскі, лінійні, прямі або загнуті догори філодії, переважно 100–180 мм завдовжки і 2,0–4,5 мм завширшки.
Квітки розташовані в густоквіткових циліндричних колосах довжиною 8–25 мм на голих квітконосах довжиною 5–15 мм. Цвітіння відбувається з лютого або березня по липень, а боби лінійні, світло-коричневі, схожі на папір або скоринку, довжиною 35–120 мм і шириною 2,0–3,5 мм. Насіння від темно-коричневого до чорнуватого, 3,0–4,5 мм завдовжки.

## Галерея

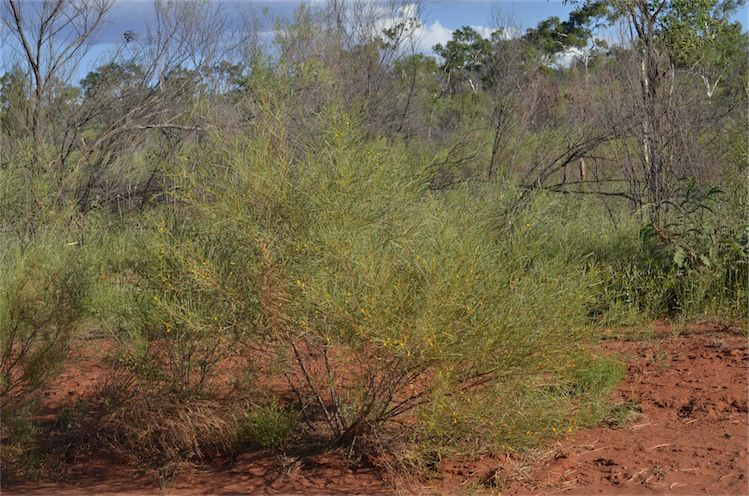
Кущ
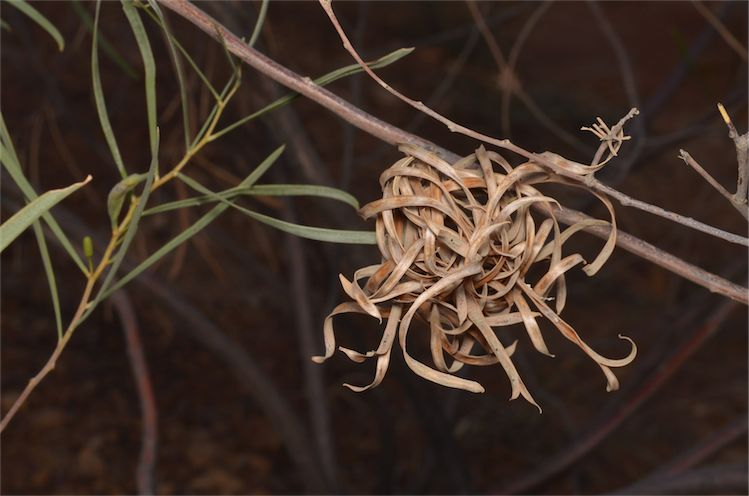
Плоди